# Rhyacophila nigrita
Rhyacophila nigrita là một loài Trichoptera trong họ Rhyacophilidae. Chúng phân bố ở miền Tân bắc.